# 30
30（三十）是29与31之间的自然数。

## 数学性质
- 第19個合數，正因數有1、2、3、5、6、10、15和30。前一個為28、下一個為32。
質因數分解為{\displaystyle 2\times 3\times 5}。
- 第5個過剩數，真因數和為42，盈度為12。前一個為24、下一個為36。
  - 第7個半完全數，和為本身的其中一組因數為1、 3、 5、 6、 15。前一個為28、下一個為36。
- 第4個佩服數，相減後為本身的因數為6。前一個為24、下一個為40。
- 第19個無平方數因數的數。前一個為29、下一個為31。
- 第1個楔形數。下一個為42。
- 第6個普洛尼克數，為5與6的乘積。前一個為20、下一個為42。
- 第3個質數階乘，即前3個質數的乘積。前一個為6、下一個為210。
- 第17個十进制的哈沙德數。前一個為27、下一個為36。
- 第12個十进制的奢侈數。前一個為28、下一個為33。
- 正三十邊形為第13個可作圖多邊形。前一個為24、下一個為32。
- 一對相容數之一（30、40）[1]
- 屬於有形數
  - 首4個平方数的和
  - 第4個正方錐數
- 正十二面體和正二十面體都有30條棱
- 最大的數使得與它互質且比其小之自然數除了1均為素数
- 第3個十一边形數

## 在科学中
- 鋅的原子序數[2]

## 在人类文化中
- 陽曆其中4個月的日數為30日，分別為4月、6月、9月及11月
- 农历中大月的天数
- 論語中記載孔子自稱「三十而立」,故此三十歲可稱作而立之年
- 農曆中年三十晚是除夕（农历十二月是小月的年份则在二十九）
- 飢餓三十
- NBA、NHL、MLB各有30支球隊。

## 在其它领域中
- 30 (阿黛尔专辑)，英国创作歌手阿黛尔第四张录音室专辑，于2021年发行。